# Chentkaus I.
| xnt · t | kA · kA · kA | s |

| xnt · t | kA · kA · kA | s |

Chentkaus I. byla egyptská královna žijící mezi 4. a 5. dynastií. Je možné, že byla dcera krále Menkaurea, manželka králů Šepseskafa a poté také Userkafa a matka krále Sahurea.
Taktéž mohla sama vládnout jako faraon Egypta.
Její mastaba v Gíze (hrobka LG100) se nachází velmi blízko pyramidového komplexu Menkaurea, což může poukazovat na jejich příbuzenský vztah.

## Život

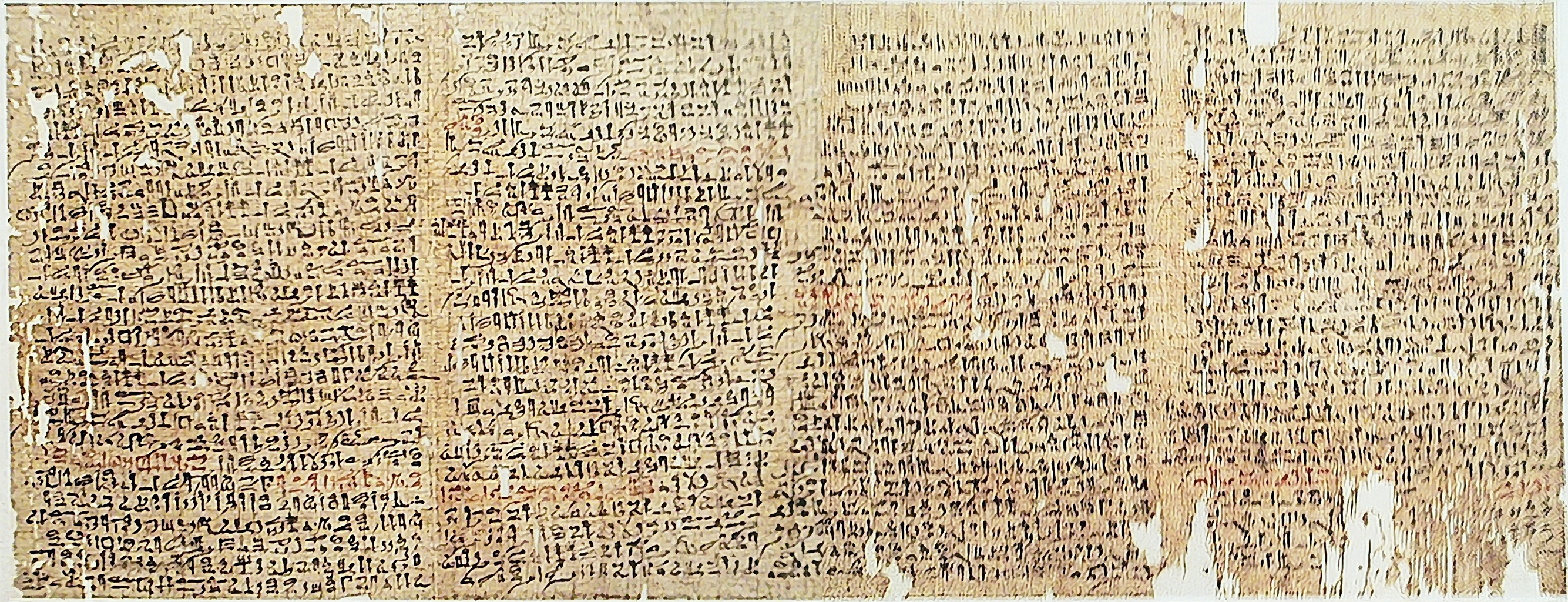
Westcar Papyrus, s delším názvem „Tři příběhy zázraků ze dvora krále Chufu“

Možná vládla jako regentka, nebo získala titul krále, její tituly jsou mnohdy různě interpretovány.
Možnost, že byla dcerou Menkaurea, podporuje mnoho důkazů. Možná se vdala za krále Userkafa a byla matkou Sahurea a Neferirkarea.
Dle egyptologa Miroslava Vernera byl Sahure mnohem pravděpodobněji synem Userkafa a jeho manželky Neferhetepes. Chentkaus I. mohla být matkou a regentkou za svého syna Thampthise a také matkou Neferirkarea.

## Teorie o Chentkaus I.
Roku 1930 Selim Hassan navrhl, že by Chentkaus I. mohla být dcerou Menkaurea a manželkou Šepseskafa a poté Userkafa.
Její titul byl „mwt nswt bjty nswt bjty“. Slovo „mwt“ znamená matka a „nswt bjty“ je označení pro krále Horního a Dolního Egypta. Někteří interpretují titul jako „Matka dvou králů Horního a Dolního Egypta“.
Hermann Junker její titul však interpretoval jako „Král Horního a Dolního Egypta a matka krále Horního a Dolního Egypta“ a navrhl tedy, že vládla jako faraon. I její pohřební komplex může poukazovat na to, že byla důležitou osobou.
Podle Ludwiga Borchardta byl Šepseskaf prostý muž, který se oženil s princeznou Chentkaus I., čímž se stal králem. Jejich synové podle něj měli být Sahure a Neferirkare. Král Userkaf dle něj nebyl nijak příbuzný. Pouze získal trůn za Sahurea a Neferirkarea, kteří byli na trůn příliš mladí, když Šepseskaf zemřel.
Bernhard Grdseloff navrhl, že Šepseskaf a Chentkaus I. byli děti Menkaurea, zatímco Veserkaf byl princ z vedlejší linie rodiny, který získal trůn, když se oženil s královskou vdovou Chentkaus I.
Hartwig Altenmüller ji označil za totožnou s Rededžet, fiktivní ženou zmíněnou ve Westcar Papyrus.
Arielle Kozloff navrhl, že Šepseskaf mohl být synem Menkaurea, který se dostal k trůnu po smrti svého staršího bratra, prince Chuenrea. Také se měl Šepseskaf oženit se svou sestrou Chentkaus I., která si po jeho smrti vzala velekněze Rea, aby zajistila trůn svým dvěma synům.
Vivienne Callender argumentovala, že jelikož se jméno Chentkaus I. nikdy neobjevilo kartuši, nikdy nevládla. Místo toho Callender vysvětlovala titul „mwt nswt bjty nswt bjty“ jako „Matka dvou králů Horního a Dolního Egypta.“ Z toho by plynulo, že by mohla být matkou Userkafa a Neferirkarea. Chentkaus I. mohla dále být dcerou Menkaurea a manželkou Šepseskafa, nebo Thampthise.

## Hrobka
Její hrobka je známa jako LG 100 nebo G 8400 a nachází se v Centrálním poli v Gíze.

### Pyramidový komplex Chentkaus I.
]

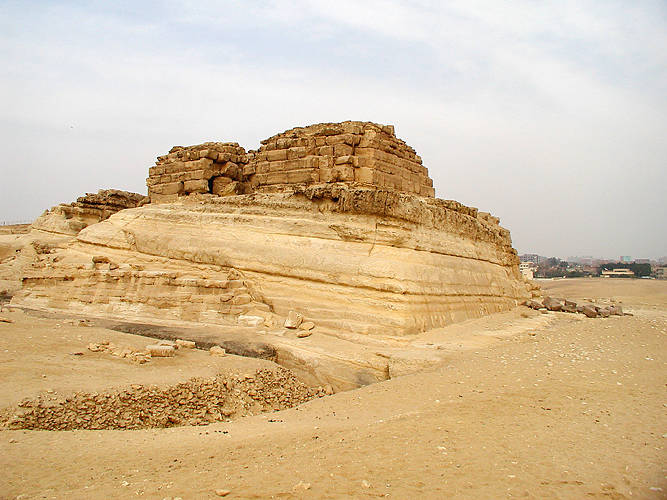
Hrobka Chentkause I. v Gíze

Její pyramida byla v 19. století považována za nedokončenou pyramidu krále Šepseskafa. Selim Hassan vykopal pyramidu roku 1932. Hrobka byla Lepsiusem označena LG 100.
Pohřební komora možná původně obsahovala alabastrový sarkofág, mnoho fragmentů bylo totiž nalezeno v písku a troskách v komoře.
Zde byl také nalezen malý skarabeus vyrobený z hnědého vápence. Tento skarabeus byl pravděpodobně z 12. dynastie. Toto vede k možnosti, že její hrobka byla znovu použita k pozdějším pohřbům.
Hned na východ od pyramidy leží pyramidové město. Toto město bylo postaveno z nepálených cihel. Bylo pravděpodobně domovem kněží a služebníků pyramidového komplexu. Bylo postaveno na konci 4. nebo začátku 5. dynastie a zdá se, že fungovalo do 6. dynastie.

### Údolní chrám Chentkaus I.
Vzestupná cesta spojuje zádušní kapli s údolním chrámem. Chrám leží v blízkosti údolního chrámu Menkaurea, což může poukazovat na jejich blízký vztah. Nicméně je prokázané, že byl pro náboženský kult používán i za následníků v 5.dynastii